# Світовий торговий центр 5
40°42′37″ пн. ш. 74°00′46″ зх. д. / 40.710277777778° пн. ш. 74.012777777778° зх. д.
Світовий торговий центр 5 (ВТЦ-5, 130 Liberty Street) — хмарочос, що будується в Нью-Йорку і є частиною реконструкції Світового торгового центру.

## Стара будівля

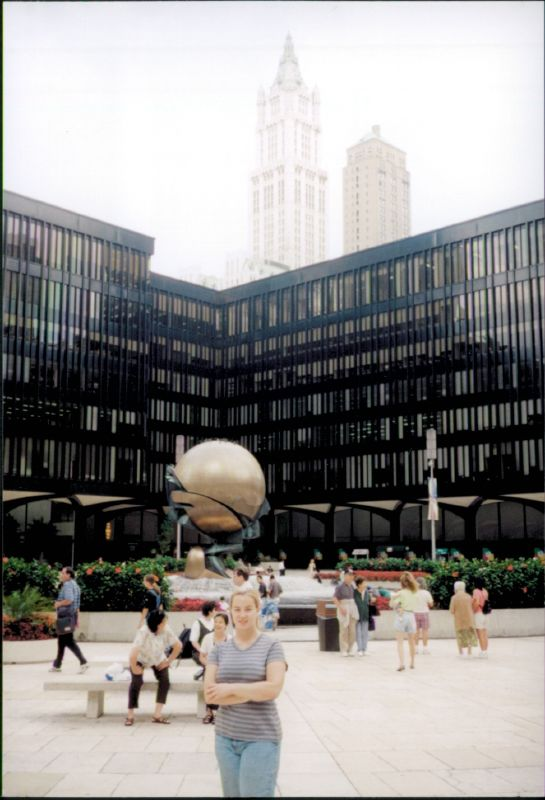
Оригінальний будинок на тлі Сфери

Стара будівля була збудована в 1970—1972 рр., мала 9 поверхів і використовувалась як офісна. Було частиною комплексу Світового торгового центру. Будівлі було завдано серйозних збитків 11 вересня 2001 року внаслідок обвалення 110-поверхових веж-близнюків. ВТЦ-5 був будинком зі сталевим каркасом і мав L-подібну форму. Розмір будівлі 100×130 метрів, площа офісів становила 11 000 м². Під будинком розташовувалась гілка метро, а в самій будівлі був доступ до метро. У підземному вестибюлі будівлі розташовувалися магазини та ресторани, у тому числі найбільша книгарня Нью-Йорка «Borders Group».

### Збитки внаслідок теракту 11 вересня
Поверхи 1-3 були пошкоджені частково, поверхи з 4 по 9 постраждали сильніше через обвалення веж і пожежу. Усередині будівлі частково звалилися з 6 по 8 поверхи. Зовнішньому фасаду будівлі було завдано серйозної шкоди вогнем. Уламок одного з літаків упав на дах будівлі. Залишки будівлі було знесено у січні 2002 року за програмою реконструкції Світового торгового центру.
Федеральним агентством з надзвичайних ситуацій встановлено, що балки будівлі були захищені від вогню, але вони вистояли. Однак 110-поверхові башти-близнюки, що мали вогнестійкий захист сталі, обвалилися.

### Орендарі
У дужках вказаний поверх, якщо він відомий.
- US Airways
- Charles Schwab (Concourse level)
- Sam Goody (Concourse level)
- Perfumeria Milano (Concourse level)
- American Airlines (Concourse level)
- Daniel Pehr, Inc. (Lobby)
- Children's Discovery Center (Plaza level)
- Borders Books & Music (Plaza level)
- Krispy Kreme (Plaza level)
- JPMorgan Chase (1)
- FedEx (1)
- DHL (1)
- Affiliated Physicians of St. Vincent (3)
- World Trade Center Dental (3)
- Morgan Stanley (4,5,6)
- Credit Suisse First Boston (7,8,9)
- NYS Court of Claims (8)
- Continental Forwarding (8)
- Lower Manhattan Cultural Council (9)
- Howard Publications (9)
- Council of State Governments (9)
- American Shipper (9)
- Our Planet Mgmt. Institute, Ltd. (9)
- Hunan Resources & Tech. Institute (9)

### Галерея

ВТЦ-5 у правому верхньому кутку
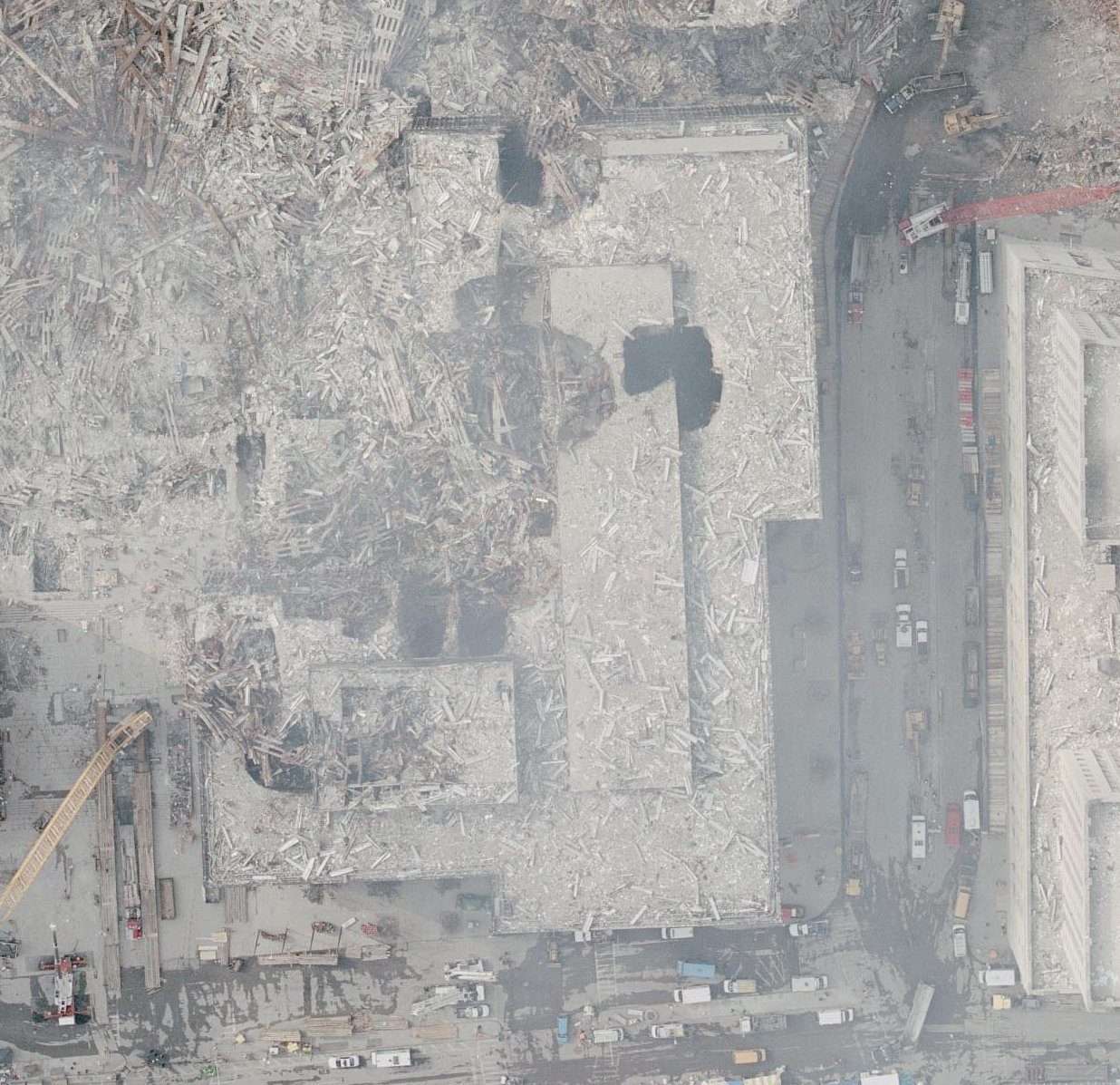
ВТЦ-5 після теракту

## Нова будівля
Після терактів 11 вересня постраждала сусідня з ВТЦ будівля Дойче-Банк-білдинг. Ремонту воно не підлягало і було вирішено його знести. Знесення будівлі завершилося в 2011 році, після чого було вирішено звести на цьому місці нову вежу ВТЦ, яка одержала позначення ВТЦ 5.
Проектом 2011 займалася студія Kohn Pedersen Fox. Проект являв собою 42-поверхову будівлю, що з 12 по 19 поверх має випираючу частину з садом на її даху.
Будівництво розпочалося у вересні 2011 року, але було заморожено на будівництві фундаменту у 2013 році.
Після відкриття вежі 3 у червні 2018 року для ВТЦ 5 було розроблено новий дизайн, дуже схожий на оригінальний. У вежі тепер 70 поверхів, а не 42, як раніше. Попри це будівництво так і не починалося.
У лютому 2021 року було розроблено принципово новий проект хмарочоса. Будівництво планується розпочати у 2023 році, а завершити у 2028 році. Висота будівлі тепер становить 270 м, кількість поверхів — 80, з них 69 є житловими, 6 відведено під офіси, 3 під громадський простір та ще один під лобі.